# موضي البسام
موضي بنت عبد الله بن حمد البسام التميمي، هي من أحد الأعلام النسائية في عنيزة؛ تميزت بأعمال الخير والإنفاق. عاصرت العديد من الأحداث التاريخية والتقلبات السياسية والحربية في المنطقة، وكانت فيها مضرب المثل في قوة الإرادة والصلابة وعمل الخير.

## نبذه عنها
ولدت موضي على وجه الترجيح في الربع الأخير من القرن الثالث عشر الهجري وتنتمي إلى أسرة ينتهي نسبها إلى آل وهبة من قبيلة تميم، وكانت بلدة أشيقر الموطن الأول لأسرتها، ثم انتقل جد الأسرة من تلك البلدة إلى ملهم ثم إلى حرمة، ثم استقرت الأسرة في مدينة عنيزة سنة 1175هـ/1761م، وأصبحت البلدة الأخيرة موطنًا لآل بسام. وقد اشتهر عدد من أفراد الأسرة بالتجارة، وأصبحوا على درجة من الغنى والثروة، ومن بين هؤلاء والد موضي: عبد الله بن حمد العبد القادر البسام.

## نشأتها
فقدت والدها وهي صغيرة السن، فعاشت يتيمة، وكانت وحيدته. تلقت قسطاً من التعليم فحفظت شيئاً من القرآن الكريم، وتعلمت القراءة وبعض العلوم الشرعية برعاية من والدتها هياء الناصر تزوجت من عبد الرحمن بن عبد الله بن عبد الرحمن البسام وكان يعمل في التجارة مع والده، وأنجبت له ستة أولاد، ابنين وأربع بنات، وتوفي زوجها في عام 1320هـ / 1902م، فعكفت على تربية أبنائها، وسعت إلى تنشئتهم تنشئة صالحة. وقد توالت عليها أحداث فاجعة بوفاة أكبر أبنائها ثم بناتها الأربع، وتوالي هذه الأحداث جعلها تنصرف بشكل كبير إلى الأعمال الخيرية.

## دورها
اشتهرت موضي البسام بأعمالها الخيرة، فكان لها مواقف واضحة، مثال ذلك:
- معركة الصريف، في عام 1318هـ /1901م لجأت إلى عنيزة بعض فلول جيش الشيخ مبارك بن صباح أميرالكويت ومن تبعه من أهل نجد بعد هزيمتهم أمام عبدالعزيز بن متعب بن عبدالله الرشيد، ورغم أن عنيزة كانت وقتها تحت سلطة آل رشيد (تابعة لحائل) وكان جنوده يلاحقون المهزومين في بلدان القصيم، إلا أن موضي استضافتهم سراً وبعد فترة سهلت عودتهم إلى بلدانهم.[6]
- معركة البكيرية، في عام 1322هـ / 1904م، استقبالها للمنهزمون من أهل العارض عند وصولهم إلى عنيزة، حيث أعدّت لهم المسكن والطعام والشراب حتى تحسنت ظروفهم وعادوا من حيث جاؤوا.[7]
- سنة الجوع، في عام 1327هـ / 1909م أصابت منطقة نجد مجاعة شديدة، عٌرف عامها (بسنة الجوع)، وهنا سارعت موضي إلى عمل الخير حيث اشترت كمية كبيرة من التمر، واستأجرت عدداً من النساء ليقمن بإخراج مقادير معينة من التمر من المخازن يومياً وتوزيعه على بيوت الفقراء والمساكين، وكانت هي نفسها تساعد النسوة في إعداده، وتحثهن على معاملة من يوزع عليهم باللطف واللين.[8]
- بعد انتهاء الحرب العالمية الأولى، وذلك عام 1337هـ، أصيب الناس بمرض الكوليرا ونتج عنه وفيات كثيرة، وعرفت هذه السنة بسنة الرحمة، وقد توفي في عنيزة وحدها ما يقارب الألف من الرجال والنساء. فقامت بمهمة أخرى وهي تجهيز الموتى، وأجرة المغسل والمغسلة وتكفين الأموات وحفر القبور.[9] وفقدت أبنائها في تلك السنة.
- كما أعتقت موضي البسام جاريتها مبروكة، واشترت لها بيتاً لتقيم فيه.[10]
- وأعانت بعض رجال بلدتها في ترميم بيوتهم المتضررة من الأمطار.[11]

## وفاتها
توفيت في عام 1363هـ/ 1944م. بعد تجاوزها التسعين من عمرها. ودفنت في مقبرة الشملانية بعنيزة، وكانت إحدى النساء اللاتي لهن مكانة خاصة لدى الملك عبدالعزيز، والتي أبرزتها الوثائق التاريخية، من خلال سؤال الملك عبد العزيز عنها، والتعزية بوفاتها

## وصلات خارجية
- أم المساكين.. موضي البسام (1270 - 1363هـ)
- لا جاك ولد سمه «موضي»
- ذكرتني الماضي
- موضي البسام... امرأة بألف رجل